# Rifugio Col Drusciè
Il rifugio Col Drusciè è un rifugio situato nel comune di Cortina d'Ampezzo (BL), sorge sul col Drusciè, ai piedi delle Tofane.

## Storia
Il rifugio fu costruito nel 1967 dalla società che costruì la funivia Freccia nel Cielo. Si trova dopo il primo tratto di funivia (Stadio Olimpico del Ghiaccio - col Drusciè) ed è il luogo da dove parte la funivia per arrivare in cima alla Tofana di mezzo (Col drusciè - Ra Valles, Ra Valles - cima Tofana). Nel 2003 il rifugio è stato completamente ristrutturato.

## Caratteristiche e informazioni
Il rifugio è aperto d'estate (15 giugno - 30 settembre) e nella stagione invernale (5 dicembre - pasqua).
Il rifugio non ha posti letto ma ha 70 posti a sedere.

## Accessi
Da Vervei:
- sentiero alpino nº 406.

Dal Fiames:
- per rotabile fino a lago Ghedina, poi sentiero alpino nº 410.

Dallo Stadio Olimpico del Ghiaccio:
- con funivia Freccia nel Cielo.
- sentiero alpino nº 413 attraverso Ronco.

## Ascensioni
Il rifugio fa da punto di appoggio per gli alpinisti impegnati sulle pareti delle Tofane.